# Udeni-Zăvoi
Udeni-Zăvoi – wieś w Rumunii, w okręgu Ardżesz, w gminie Călinești. W 2011 roku liczyła 674 mieszkańców.